# Sinambela
Sinambela is een bestuurslaag in het regentschap Humbang Hasundutan van de provincie Noord-Sumatra, Indonesië. Sinambela telt 1044 inwoners (volkstelling 2010).